# Charles Ferguson
Charles Henry Ferguson (São Francisco, Califórnia, 24 de março de 1955) é um cineasta e produtor cinematográfico norte-americano. Como reconhecimento, venceu, no Oscar 2011, a categoria de Melhor Documentário em Longa-metragem por Inside Job.